# 商家「駒屋」
商家「駒屋」（しょうか こまや）は、愛知県豊橋市二川町字新橋町21にある歴史的建造物である。旧東海道二川宿にある。豊橋市指定有形文化財。

## 歴史

### 田村家の歴史
元禄4年（1691年）、田村家は遠江国敷知郡中之郷村（現・静岡県湖西市）から二川宿へ移った家である。当初は医業を行い、後に米穀商や質屋となった。明和7年（1770年）以降、松音寺の門前にある瀬古町から新橋町の枡形北側に移転した。田村家の屋号は駒屋であり、歴代の当主は田村善蔵を襲名した。田村家は二川宿の宿役人や村役人を勤め、安政2年（1855年）には苗字を名乗ることが許された。
天保元年（1830年）に生まれた9代当主の田村善蔵苗政は、書道、華道、南画、茶道、俳諧など様々な教養を持った文化人でもあった。幕末の万延2年（1862年）に生まれた10代当主の田村善蔵（田村邦三郎）は二川郵便局長や渥美郡会議員などを歴任した。1889年（明治22年）に生まれた11代当主の田村憲造は薬学者（医学博士）となり、東京帝国大学教授を務めた。
- 初代当主 田村祐節 - 医師。
- 2代当主 田村祐見 - 医師。
- 3代当主 田村周学 - 医師。
- 4代当主 女子
- 5代当主 田村隆節 - 医師。
- 6代当主 田村善蔵重明 - 二川宿組頭・名主。
- 7代当主 田村善蔵常政 - 二川宿年寄・問屋役。
- 8代当主 田村善蔵憲政 - 二川宿年寄・問屋役。
- 9代当主 田村善蔵苗政（1830年～1891年） - 二川宿年寄・取締役。
- 10代当主 田村善蔵（田村邦三郎、1861年～1921年） - 二川郵便局長。渥美郡会議員。
- 11代当主 田村憲造（1889年～1953年） - 医学者・薬理学者（医学博士）。東京帝国大学教授。
- 12代当主 田村善蔵（1922年～2008年） - 薬学者（薬学博士）。東京大学教授。

江戸時代末期には東駒屋が分家し、1910年（明治43年）頃に西駒屋も分家し、いずれも味噌・醤油の醸造業を始めた。

### 商家「駒屋」
2000年度（平成12年度）に建物の調査が行われると、2002年度（平成14年度）には田村家から建物が豊橋市に寄付され、豊橋市は土地を購入した。2003年（平成15年）5月には主屋など8棟が豊橋市有形文化財に指定された。2012年（平成24年）9月には全8棟の改修復原工事に着工し、2014年（平成26年）3月に竣工すると、2015年（平成27年）11月に一般公開を開始した。2016年（平成28年）には都市景観大賞（都市景観部門）を受賞した。

## 建築物
- 主屋
- 土蔵
  - 南土蔵
  - 中土蔵
  - 北土蔵
- 茶室
- 離れ座敷
- 世古道

- 施設の中
- 施設の中
- 蔵カフェ「こまや」